# Voo Aeroflot 343
O Voo Aeroflot 343 foi um voo de passageiros do Aeroporto Internacional de Sheremetievo, Moscou, União Soviética, para o Aeroporto Internacional Jorge Chávez, Lima, Peru, em uma escala no Aeroporto Internacional de Luxemburgo-Findel, que saiu da pista em 29 de setembro de 1982, matando sete ocupantes. O Ilyushin Il-62M operando a rota sofreu uma falha mecânica.

## Aeronave
A aeronave envolvida no acidente era um Ilyushin Il-62M operado pela Aeroflot, com prefixo CCCP-86470. A aeronave realizou seu primeiro voo em 6 de abril de 1977. Na época do acidente, a aeronave tinha 10.325 horas de voo.

## Acidente
O voo realizava a rota Moscou-Luxemburgo-Havana-Lima, mas caiu na primeira escala em Luxemburgo. Haviam 66 passageiros e 11 tripulantes a bordo. A aeronave começou a apresentar dificuldades técnicas na aproximação para pouso. A uma altitude de apenas 5 m (16 pés) acima da pista e a uma velocidade de 278 km h, com os motores ajustados em 40%, os reversores de empuxo nos motores nº 1 e 4 foram ativados. Imediatamente depois disso, o Il-62 de repente começou a virar para a direita. Cinco segundos depois, a uma velocidade de 265 km/h, a tripulação aumentou a potência do motor nº 4 para 80% e do motor nº 1 para 86%, com a intenção de realinhar a aeronave com a pista. Em vez disso, o desvio para a direita apenas aumentou. Em vez de parar na pista, a asa da aeronave atingiu uma torre de água, em seguida, continuou até colidir em uma pequena cerca do aeroporto antes que entrasse para uma pequena floresta, quebrando várias árvores e caiu em uma pequena ravina a 200 metros da pista às 20:23, horário local.

## Causas
A investigação determinou que a causa provável do acidente era falha mecânica dos reversores do motor nº 1:
"O acidente pode ser atribuído a uma falha mecânica afetando o mecanismo de controle de empuxo que ocorreu durante a fase mais crítica do pouso. Essa falha, súbita e imprevisível, foi identificada pela tripulação e tornou a aeronave incontrolável na direção durante a execução do procedimento normal de pouso."